# Robur Tiboni Urbino Volley 2012-2013
Questa voce raccoglie le informazioni riguardanti il Robur Tiboni Volley Urbino nelle competizioni ufficiali della stagione 2012-2013.

## Stagione

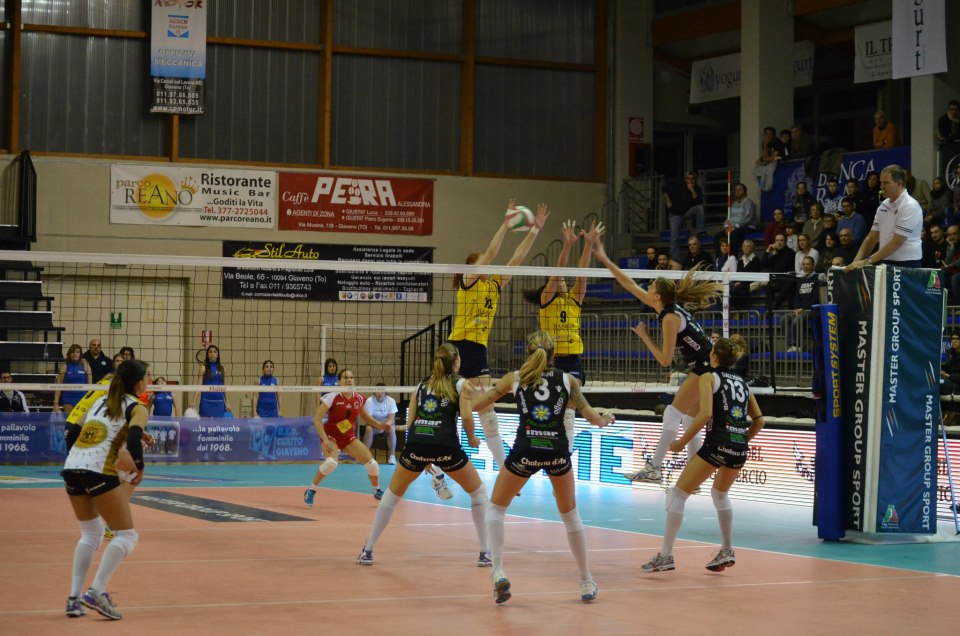
Il Robur Tiboni Volley Urbino in una fase di gioco

La stagione 2012-13 è, per la Robur Tiboni Urbino Volley, la quarta consecutiva in Serie A1: rispetto all'annata precedente viene chiamato un nuovo allenatore, Ettore Guidetti, sostituito poi a metà stagione da Donato Radogna e modificata in buona parte la squadra con l'arrivo delle due nuove palleggiatrici Stefania Dall'Igna e Ilaria Angelelli, le schiacciatrici Chiara Negrini e Valdonė Petrauskaitė ed il libero Stacy Sykora che, a seguito di un brutto infortunio rimediato durante l'esperienza brasiliana, non le consentirà di disputare gare, ritirandosi a metà campionato; tre le conferme: Lise Van Hecke, Lucia Crisanti e Francesca Gentili.
L'avvio in campionato è deludente, tant'è che la squadra si ritrova ben presto nelle zone basse della classifica: l'arrivo in panchina di Radogna, sortisce in parte un buon effetto, inanellando una serie di quattro vittorie consecutive tra la fine del girone d'andata e l'inizio di quello di ritorno; tali risultati comunque non consentono alla Robur Tiboni di qualificarsi per la Coppa Italia. Anche la seconda fase di campionato è povera di risultati ma si conclude con due vittorie consecutive, facendo chiudere al club marchigiano la regular season all'ottavo posto. Nei play-off scudetto, la formazione di Urbino, incontra negli ottavi di finale il Cuatto Volley Giaveno: dopo aver vinto gara 1 per 3-1, perde gara 2 per 3-0, permettendo alla squadra piemontese di qualificarsi per la fase successiva grazie al miglior quoziente set e venendo quindi eliminata.
Grazie all'assegnazione di una wild card all'Italia, la Robur Tiboni Volley Urbino viene ammessa per la prima volta alla Champions League 2012-13: tuttavia l'esperienza in campo europeo è alquanto povera di risultati, con una sola vittoria nella fase a gironi e cinque sconfitte; l'ultimo posto in classifica condanna il club all'eliminazione, non consentendo neanche la qualificazione, come terza, alla Coppa CEV.

## Organigramma societario
Area direttiva
- Presidente: Giancarlo Sacchi

Area tecnica
- Allenatore: Ettore Guidetti (fino al 23 novembre 2012), Donato Radogna (dal 27 novembre 2012)
- Allenatore in seconda: Paola Giardinieri (fino al 23 novembre 2012), Piero Acquaviva (dal 27 novembre 2012)
- Assistente allenatori: Marco Amiens, Emanuel Corpolongo
- Scout man: Domenico Petruzzelli

Area sanitaria
- Medico: Enrico Recupero
- Preparatore atletico: Filiberto Munaron
- Fisioterapista: Matteo panico

## Rosa
| N° | Nome                 | Ruolo | Data di nascita  | Nazionalità sportiva |
| -- | -------------------- | ----- | ---------------- | -------------------- |
| 2  | Sofia Giombetti      | L     | 23 gennaio 1995  | Italia               |
| 3  | Chiara Negrini       | S     | 27 aprile 1979   | Italia               |
| 4  | Ilijana Dugandžić    | C     | 17 aprile 1981   | Croazia              |
| 5  | Stacy Sykora         | L     | 24 giugno 1977   | Stati Uniti          |
| 6  | Lise Van Hecke       | S/O   | 1º luglio 1992   | Belgio               |
| 7  | Valdonė Petrauskaitė | S     | 23 agosto 1984   | Lituania             |
| 8  | Antonietta Vallese   | L     | 1º novembre 1983 | Italia               |
| 9  | Alice Santini        | S     | 16 gennaio 1984  | Italia               |
| 10 | Laura Partenio       | S     | 29 dicembre 1991 | Italia               |
| 11 | Paola Croce          | L     | 6 marzo 1978     | Italia               |
| 12 | Francesca Gentili    | C     | 28 marzo 1990    | Italia               |
| 13 | Stefania Dall'Igna   | P     | 22 novembre 1984 | Italia               |
| 14 | Lucia Crisanti       | C     | 16 marzo 1986    | Italia               |
| 15 | Ilaria Angelelli     | P     | 17 giugno 1986   | Italia               |
| 18 | Kiesha Leggs         | C     | 26 aprile 1990   | Stati Uniti          |

## Mercato
| Acquisti | Acquisti             | Acquisti         | Acquisti   |
| R.       | Nome                 | da               | Modalità   |
| -------- | -------------------- | ---------------- | ---------- |
| P        | Ilaria Angelelli     | Cuatto Giaveno   | definitivo |
| L        | Paola Croce          | Universal Modena | definitivo |
| P        | Stefania Dall'Igna   | River            | definitivo |
| C        | Ilijana Dugandžić    | İqtisadçı        | definitivo |
| C        | Kiesha Leggs         | Pittsburgh       | definitivo |
| S        | Chiara Negrini       | -                | definitivo |
| S        | Laura Partenio       | Universal Modena | definitivo |
| S        | Valdonė Petrauskaitė | Dinamo Krasnodar | definitivo |
| S        | Alice Santini        | Loreto           | definitivo |
| L        | Stacy Sykora         | GRER             | definitivo |
| L        | Antonietta Vallese   | Loreto           | definitivo |

| Cessioni | Cessioni            | Cessioni          | Cessioni   |
| R.       | Nome                | a                 | Modalità   |
| -------- | ------------------- | ----------------- | ---------- |
| S        | Jelena Blagojević   | Bergamo           | definitivo |
| S/O      | Ivana Ðerisilo      | ?                 | definitivo |
| L        | Sofia Devetag       | Forlì Bologna     | definitivo |
| S        | Juliann Faucette    | Busto Arsizio     | definitivo |
| C        | Ilaria Garzaro      | Villa Cortese     | definitivo |
| C        | Candace McNamee     | ?                 | definitivo |
| L        | Immacolata Sirressi | Chieri Torino     | definitivo |
| P        | Katarzyna Skorupa   | Rabitə Baku       | definitivo |
| L        | Stacy Sykora        | -                 | ritirata   |
| S        | Valentina Tirozzi   | Robursport Pesaro | definitivo |
| L        | Antonietta Vallese  | ?                 | definitivo |

## Risultati

### Serie A1

#### Girone di andata
| 1ª giornata - 20 ottobre 2012 PalaMondolce, Urbino      | Robur Tiboni Urbino | 1 - 3 | Imoco               | 11-25, 25-23, 20-25, 16-25        |
| 3ª giornata - 4 novembre 2012 PalaMondolce, Urbino      | Robur Tiboni Urbino | 3 - 0 | Cuatto Giaveno      | 25-18, 25-19, 25-20               |
| 4ª giornata - 11 novembre 2012 PalaNorda, Bergamo       | Bergamo             | 3 - 2 | Robur Tiboni Urbino | 22-25, 25-16, 20-25, 25-22, 15-11 |
| 5ª giornata - 18 novembre 2012 PalaMondolce, Urbino     | Robur Tiboni Urbino | 1 - 3 | Busto Arsizio       | 17-25, 25-18, 18-25, 21-25        |
| 7ª giornata - 1º dicembre 2012 PalaBorsani, Castellanza | Villa Cortese       | 3 - 1 | Robur Tiboni Urbino | 29-27, 25-18, 23-25, 25-18        |
| 8ª giornata - 8 dicembre 2012 PalaMondolce, Urbino      | Robur Tiboni Urbino | 1 - 3 | River               | 25-23, 22-25, 16-25, 16-25        |
| 9ª giornata - 16 dicembre 2012 PalaCampanara, Pesaro    | Robursport Pesaro   | 1 - 3 | Robur Tiboni Urbino | 25-16, 21-25, 20-25, 22-25        |
| 10ª giornata - 22 dicembre 2012 PalaMondolce, Urbino    | Robur Tiboni Urbino | 3 - 1 | Chieri Torino       | 30-32, 27-25, 25-22, 25-15        |
| 11ª giornata - 26 dicembre 2012 PalaDozza, Bologna      | Forlì Bologna       | 1 - 3 | Robur Tiboni Urbino | 25-21, 21-25, 14-25, 20-25        |

#### Girone di ritorno
| 12ª giornata - 6 gennaio 2013 PalaVerde, Villorba              | Imoco               | 2 - 3 | Robur Tiboni Urbino | 21-25, 25-19, 25-21, 16-25, 10-15 |
| 14ª giornata - 3 febbraio 2013 Palazzetto dello Sport, Giaveno | Cuatto Giaveno      | 3 - 2 | Robur Tiboni Urbino | 23-25, 25-23, 29-27, 30-32, 12-15 |
| 15ª giornata - 10 febbraio 2013 PalaMondolce, Urbino           | Robur Tiboni Urbino | 0 - 3 | Bergamo             | 16-25, 17-25, 23-25               |
| 16ª giornata - 17 febbraio 2013 PalaYamamay, Busto Arsizio     | Busto Arsizio       | 3 - 1 | Robur Tiboni Urbino | 25-15, 15-25, 29-27, 25-20        |
| 18ª giornata - 3 marzo 2013 PalaMondolce, Urbino               | Robur Tiboni Urbino | 2 - 3 | Villa Cortese       | 20-25, 28-26, 21-25, 25-19, 11-15 |
| 19ª giornata - 10 marzo 2013 PalaBanca, Piacenza               | River               | 3 - 0 | Robur Tiboni Urbino | 25-19, 25-16, 25-23               |
| 20ª giornata - 23 marzo 2013 PalaMondolce, Urbino              | Robur Tiboni Urbino | 1 - 3 | Robursport Pesaro   | 23-25, 24-26, 25-19, 18-25        |
| 21ª giornata - 30 marzo 2013 PalaRuffini, Torino               | Chieri Torino       | 1 - 3 | Robur Tiboni Urbino | 25-18, 19-25, 21-25, 19-25        |
| 22ª giornata - 6 aprile 2013 PalaMondolce, Urbino              | Robur Tiboni Urbino | 3 - 2 | Forlì Bologna       | 25-19, 24-26, 26-24, 24-26, 15-11 |

#### Play-off scudetto
| Ottavi di finale (gara 1) - 10 aprile 2013 PalaMondolce, Urbino            | Robur Tiboni Urbino | 3 - 1 | Cuatto Giaveno      | 25-21, 22-25, 25-21, 25-23 |
| Ottavi di finale (gara 2) - 14 aprile 2013 Palazzetto dello Sport, Giaveno | Cuatto Giaveno      | 3 - 0 | Robur Tiboni Urbino | 25-21, 25-21, 25-19        |

### Champions League

#### Fase a gironi
| 1ª giornata - 23 ottobre 2012 PalaMondolce, Urbino       | Robur Tiboni Urbino | 1 - 3 | Tomis Constanța     | 24-26, 17-25, 25-20, 19-25        |
| 2ª giornata - 31 ottobre 2012 Volley-ball Centre, Kazan' | Dinamo-Kazan        | 3 - 0 | Robur Tiboni Urbino | 25-19, 25-13, 25-14               |
| 3ª giornata - 13 novembre 2012 PalaMondolce, Urbino      | Robur Tiboni Urbino | 3 - 1 | Schweriner          | 25-20, 25-22, 21-25, 25-16        |
| 4ª giornata - 21 novembre 2012 Arena Schwerin, Schwerin  | Schweriner          | 3 - 0 | Robur Tiboni Urbino | 25-21, 25-6, 25-19                |
| 5ª giornata - 4 dicembre 2012 PalaMondolce, Urbino       | Robur Tiboni Urbino | 0 - 3 | Dinamo-Kazan        | 26-28, 21-25, 17-25               |
| 6ª giornata - 11 dicembre 2012 Sports Hall, Costanza     | Tomis Constanța     | 3 - 2 | Robur Tiboni Urbino | 25-22, 25-13, 18-25, 22-25, 15-13 |

## Statistiche

### Statistiche di squadra
| Competizione     | Punti | In casa | In casa | In casa | In trasferta | In trasferta | In trasferta | Totale | Totale | Totale |
| Competizione     | Punti | G       | V       | P       | G            | V            | P            | G      | V      | P      |
| ---------------- | ----- | ------- | ------- | ------- | ------------ | ------------ | ------------ | ------ | ------ | ------ |
| Serie A1         | 23    | 10      | 4       | 6       | 10           | 4            | 6            | 20     | 8      | 12     |
| Champions League | 4     | 3       | 1       | 2       | 3            | 0            | 3            | 6      | 1      | 5      |
| Totale           | -     | 13      | 5       | 8       | 13           | 4            | 9            | 26     | 9      | 17     |

G = partite giocate; V = partite vinte; P = partite perse

### Statistiche dei giocatori
| Giocatore       | Serie A1 | Serie A1 | Serie A1 | Serie A1 | Serie A1 | Champions League | Champions League | Champions League | Champions League | Champions League | Totale | Totale | Totale | Totale | Totale |
| Giocatore       | P        | PT       | AV       | MV       | BV       | P                | PT               | AV               | MV               | BV               | P      | PT     | AV     | MV     | BV     |
| --------------- | -------- | -------- | -------- | -------- | -------- | ---------------- | ---------------- | ---------------- | ---------------- | ---------------- | ------ | ------ | ------ | ------ | ------ |
| I. Angelelli    | 15       | 8        | 5        | 1        | 2        | 5                | 0                | 0                | 0                | 0                | 20     | 8      | 5      | 1      | 2      |
| L. Crisanti     | 6        | 36       | 23       | 9        | 4        | -                | -                | -                | -                | -                | 6      | 36     | 23     | 9      | 4      |
| P. Croce        | 7        | -        | -        | -        | -        | -                | -                | -                | -                | -                | 7      | -      | -      | -      | -      |
| S. Dall'Igna    | 19       | 37       | 19       | 13       | 5        | 6                | 8                | 2                | 3                | 3                | 25     | 45     | 21     | 16     | 8      |
| I. Dugandžić    | 20       | 148      | 102      | 44       | 2        | 6                | 46               | 29               | 15               | 2                | 26     | 194    | 131    | 59     | 4      |
| F. Gentili      | 13       | 51       | 41       | 9        | 1        | 4                | 16               | 8                | 5                | 3                | 17     | 67     | 49     | 14     | 4      |
| S. Giombetti    | 4        | -        | -        | -        | -        | 1                | -                | -                | -                | -                | 5      | -      | -      | -      | -      |
| K. Leggs        | 18       | 90       | 59       | 29       | 2        | 5                | 30               | 21               | 6                | 3                | 23     | 120    | 80     | 35     | 5      |
| C. Negrini      | 20       | 171      | 151      | 11       | 9        | 6                | 37               | 35               | 1                | 1                | 26     | 208    | 186    | 12     | 10     |
| L. Partenio     | 15       | 118      | 106      | 6        | 6        | 5                | 17               | 17               | 0                | 0                | 20     | 135    | 23     | 6      | 6      |
| V. Petrauskaitė | 16       | 261      | 231      | 28       | 2        | 6                | 77               | 66               | 11               | 0                | 22     | 338    | 297    | 39     | 2      |
| A. Sintini      | 13       | 49       | 40       | 3        | 6        | 4                | 10               | 9                | 0                | 1                | 17     | 59     | 49     | 3      | 7      |
| S. Sykora       | -        | -        | -        | -        | -        | 1                | -                | -                | -                | -                | 1      | -      | -      | -      | -      |
| A. Vallese      | 7        | -        | -        | -        | -        | 4                | -                | -                | -                | -                | 11     | -      | -      | -      | -      |
| L. Van Hecke    | 20       | 371      | 342      | 16       | 13       | 6                | 85               | 71               | 10               | 4                | 26     | 456    | 413    | 26     | 17     |

P = presenze; PT = punti totali; AV = attacchi vincenti; MV = muri vincenti; BV = battute vincenti